# Strona walcząca
Strona walcząca – podmiot prawa międzynarodowego, ma zdolność ius tractatuum (mimo że nie jest państwem, ani organizacją). Uznanie za stronę walczącą wymaga łącznego spełnienia następujących wymogów: należy sprawować władzę nad określonym terytorium, należy posiadać władzę będącą w stanie utrzymywać stosunki dyplomatyczne, należy przestrzegać konwencji i praw wojennych.
Wyliczenie takie zawarł Instytut Prawa Międzynarodowego w regulaminie z 8 września 1900 „Prawa i obowiązki obcych mocarstw, w przypadku powstania przeciwko rządom ustalonym i uznanym, które zmagają się z rebelią” w art. 8 opisując warunki dozwalające uznać rebeliantów za stronę walczącą.
Art. 2 wspólny dla czterech Konwencji genewskich z 1949 głosi Niezależnie od postanowień, które wejdą w życie już w czasie pokoju, Konwencja niniejsza będzie miała zastosowanie w razie wypowiedzenia wojny lub powstania jakiegokolwiek innego konfliktu zbrojnego między dwiema lub więcej niż dwiema Wysokimi Umawiającymi się Stronami, nawet gdyby jedna z nich nie uznała stanu wojny. Konwencja będzie również miała zastosowanie we wszystkich przypadkach okupacji całości lub części terytorium jednej z Wysokich Umawiających się Stron, nawet gdyby ta okupacja nie napotkała żadnego oporu zbrojnego.
I Protokół dodatkowy z 1977 w art. 1. 4 precyzuje, iż sytuacje te obejmują konflikty zbrojne, w których ludy walczą przeciw panowaniu kolonialnemu i obcej okupacji oraz przeciw reżimom rasistowskim, wykonując swe prawo do samostanowienia zawarte w Karcie Narodów Zjednoczonych oraz w Deklaracji w sprawie zasad prawa międzynarodowego dotyczących przyjaznych stosunków i współpracy między państwami, zgodnie z Kartą Narodów Zjednoczonych. Art. 4 głosi Stosowanie Konwencji i niniejszego Protokołu, jak też zawieranie umów w nich przewidzianych nie ma wpływu na status prawny stron konfliktu.
Art. 3 wspólny dla czterech konwencji: Gdyby na terytorium jednej z Wysokich Umawiających się Stron wybuchł konflikt zbrojny nie posiadający charakteru międzynarodowego, każda ze Stron w konflikcie będzie obowiązana stosować się do przestrzegania humanitarnych zasad tamże wyliczonych.
II Protokół dodatkowy z 1977 art. 1. 1 ma zastosowanie do wszystkich konfliktów zbrojnych, które nie są objęte artykułem 1 I Protokołu dodatkowego i które toczą się na terytorium Wysokiej Umawiającej się Strony między jej siłami zbrojnymi a rozłamowymi siłami zbrojnymi lub innymi zorganizowanymi uzbrojonymi grupami, pozostającymi pod odpowiedzialnym dowództwem i sprawującymi taką kontrolę nad częścią jej terytorium, że mogą przeprowadzać ciągłe i spójne operacje wojskowe oraz stosować niniejszy protokół.
Międzynarodowe prawo humanitarne, znane również jako prawo konfliktów zbrojnych lub prawo wojenne, określa prawa i obowiązki stron walczących w trakcie prowadzenia operacji wojskowych oraz ogranicza zakres dozwolonych środków szkodzenia nieprzyjacielowi.